# Vatra Luminoasă
Vatra Luminoasă este un cartier situat în sectorul 2 al Bucureștiului, de ambele părți ale străzii cu același nume, între Șoseaua Iancului la nord, str. Maior Ion Coravu la sud, șoseaua Mihai Bravu la vest și Bd. Pierre de Coubertin la est.
Cartierul Vatra Luminoasă a fost edificat în mai multe etape, între 1930 și 1949, de Casa Autonomă a Construcțiilor. În total, numără 591 de locuințe individuale și încă 96 de apartamente în imobilele plurifamiliale de pe Bulevardul Maior Ion Coravu. Arhitecții cartierului au fost Neculai Aprihăneanu și Ioan Hanciu. 